# Dominik Diem
Dominik Diem (* 25. Januar 1997 in Zürich) ist ein ehemaliger Schweizer Eishockeyspieler, der zuletzt in der Saison 2023/24 beim EHC Kloten aus der National League unter Vertrag stand.

## Karriere
Diem verbrachte seine gesamte Juniorenzeit im Nachwuchs der GCK Lions respektive Zürcher SC, wo er ab der Saison 2012/13 für die Elite-Junioren in der höchsten Schweizer Juniorenliga spielte. In der Saison 2014/15 folgte der erste Einsatz im Fanionteam in der National League B. Noch in derselben Saison folgte der erste Einsatz in der höchsten Liga der Schweiz, der National League A, für die ZSC Lions. In der NLA festsetzen konnte er sich jedoch nicht, stattdessen spielte er die meiste Zeit in der NLB. Zur Saison 2017/18 folgte der Wechsel zum EHC Biel, bei dem er seinen Durchbruch in der höchsten Spielklasse schaffte. Im November 2018 entschied er sich für eine Rückkehr zu seinem Stammverein zur Saison 2019/20. Seine Karriere liess er in der Saison 2023/24 beim EHC Kloten ausklingen.

### International
Diem spielte seit der U16 für verschiedene Nachwuchsauswahlen der Schweizer Nationalmannschaft. 2014 und 2015 nahm er an der U18-Weltmeisterschaft, sowie 2017 an der U20-WM teil. Ausserdem nahm er 2015 mit der U18-Nationalmannschaft am Ivan Hlinka Memorial Tournament teil.

## Erfolge und Auszeichnungen
- 2013 Schweizer Meister mit den Elite-Novizen der ZSC Lions
- 2013 Schweizer Meister mit den Elite-A-Junioren der GCK Lions
- 2015 Schweizer Meister mit den Elite-A-Junioren der GCK Lions
- 2017 Schweizer Meister mit den Elite-A-Junioren der GCK Lions

## Karrierestatistik

### International
Vertrat die Schweiz bei:
- U18-Junioren-Weltmeisterschaft 2014
- Ivan Hlinka Memorial Tournament 2014
- U18-Junioren-Weltmeisterschaft 2015
- U20-Junioren-Weltmeisterschaft 2017

(Legende zur Spielerstatistik: Sp oder GP = absolvierte Spiele; T oder G = erzielte Tore; V oder A = erzielte Assists; Pkt oder Pts = erzielte Scorerpunkte; SM oder PIM = erhaltene Strafminuten; +/− = Plus/Minus-Bilanz; PP = erzielte Überzahltore; SH = erzielte Unterzahltore; GW = erzielte Siegtore; 1 Play-downs/Relegation; Kursiv: Statistik nicht vollständig)